# تعمیرکار
تعمیرکار (انگلیسی: The Handy Man) یک فیلم کمدی صامت کوتاه به کارگردانی چارلی چیس است که در سال ۱۹۱۸ منتشر شد. از بازیگران این فیلم می‌توان به اولیور هاردی، بیلی وست، اتل برتون، لئو وایت، لیاتریس جوی و جو بوردو اشاره کرد. این فیلم در زمان اکران در شیکاگو با سانسور چندین صحنه مواجه شد.